# Książniczki
Książniczki est une localité polonaise de la gmina de Michałowice, située dans le powiat de Cracovie en voïvodie de Petite-Pologne.